# 哈维尔·克莱门特
哈维尔·克莱门特·拉萨罗（西班牙語：Javier Clemente Lázaro，1950年3月12日—）是一名西班牙足球教練以及已退役球員，退役前司職中场。 
他在20岁出头时就因伤被迫退役，1975年开始執教，1983年和1984年率領皇家西班牙人體育俱樂部夺得西班牙足球甲级联赛冠军，並且率領西班牙國家足球隊參加了2屆國際足協世界盃以及1996年欧洲足球锦标赛。